# Eva Gronbach
Eva Gronbach (Colonia, 1971) è una stilista tedesca.

## Biografia

### Formazione
Eva Gronbach è cresciuta nella Renania tra Colonia e Bonn. Diplomatasi alla Waldorfschule, ha poi completato un apprendistato come sarta presso la Elly-Heuss-Knapp di Düsseldorf. Negli anni successivi, ha studiato presso l'École nationale supérieure des arts visuels de La Cambre di Bruxelles, dove, nel 2000, si è laureata in "Stylisme et Création de la Mode". Ha frequentato, per un anno, l'Institut français de la mode a Parigi, completando, infine, i suoi studi universitari.

### Carriera
Gronbach ha lavorato per artisti come Stephen Jones, Yohji Yamamoto, John Galliano e Hermès. Per iniziativa congiunta della Deutschland - Land der Ideen, del governo tedesco e della Bundesverband der Deutschen Industrie (Federazione delle Industrie Tedesche), Eva Gronbach ha prodotto la maglia ufficiale dei tifosi per il campionato mondiale di calcio del 2006. Inoltre, ha disegnato la collezione di scarpe sportive per la Möbus. Nel 2008 è stata assunta dalla Bundeszentrale für politische Bildung (Agenzia federale per l'educazione civica) per la progettazione degli accessori nell'evento culturale ECHT! - Politik im freien Theater. Nello stesso anno, la stilista è stata incaricata di disegnare l'uniforme per l'impresa ferroviaria Thalys. Nel 2013, in collaborazione con Köln Tourismus, ha disegnato la cosiddetta KölnShirt, realizzata in cotone biologico, sulla quale è raffigurato il Duomo di Colonia. Inoltre, ha disegnato le divise per la catena alberghiera Novotel. Nel 2018, Eva Gronbach ha fondato la prima associazione professionale per stilisti in Germania, la German Fashion Designers Federation, della quale è amministratore delegato.
L'Accademia per la formazione degli insegnanti e la gestione del personale di Dillingen, in Baviera, ha incaricato Eva Gronbach di organizzare, per la prima volta, un corso di formazione per insegnanti sul tema del fashion design.
Lavorare con bambini e giovani adulti è ciò che distingue il lavoro di Gronbach, la quale insegna nei corsi di fashion design da lei avviati nelle scuole tedesche. Partecipa anche a programmi TV e congressi, tenuti ad esempio all'Akademie der Künste di Berlino. Nel maggio 2008 è stata docente ospite presso la Köln International School of Design. Nel 2009, Gronbach ha gestito dei laboratori di design per studenti nella regione della Ruhr. I modelli degli studenti sono stati presentati in una sfilata di moda nel 2010 nell'ambito del progetto "RUHR.2010 - Kulturhauptstadt Europas". Dal 2014 Gronbach lavora come docente di fashion design presso la Internationalen Modeschule di Berlino.
Dal 2008, l'artista è impegnata nella moda come oggetto di educazione culturale nelle scuole. Il progetto scolastico consiste nel permettere ai bambini e ai giovani di impegnarsi in modo artistico e creativo, rispondendo a domande come: "Chi sono io? Da dove vengo? Dove vado?"
Con le sue collezioni, vendute in Europa, Asia e negli Stati Uniti, si occupa di attualità e questioni socio-politiche come l'identità nazionale, la femminilità e la sostenibilità.
Gronbach ha fondato le etichette Eva Gronbach, caratterizzata da forme chiare ed eleganti, e german jeans, una collezione di base per uomini e donne. Ispirandosi ai minatori dell'industria mineraria del carbone, realizza i capi d'abbigliamento utilizzando degli abiti usati, con colori tra il grigio e il beige ed evidenti segni di usura. Il marchio di fabbrica di Eva Gronbach è un'aquila stilizzata, stampata insieme al suo nome su molti pezzi delle collezioni.
Nel 2000, con la sua collezione Liebeserklärung an Deutschland, la stilista ha attirato l'attenzione internazionale, scatenando diverse controversie a causa dell'utilizzo del motivo stilizzato dell'aquila federale e dei colori nero, rosso e dorato.

## Mostre e sfilate di moda
I lavori di Eva Gronbach sono conosciuti a livello nazionale e internazionale; possono essere ammirati nei musei, nelle settimane della moda, nelle mostre e nelle istituzioni pubbliche.
Ha presentato pezzi di diversi stilisti nella mostra “In. Femme Fashion - 1780-2004” nel Museum für Angewandte Kunst di Colonia, nella quale focalizza l'attenzione sui modelli della femminilità attraverso i secoli. Un anno dopo, il museo ha acquistato parti della collezione di Gronbach.
Nel 2004 la stilista ha presentato il suo lavoro al Goethe-Institute di Berlino. Per la mostra “Generation Mode” ha visitato cinquanta scuole di moda in oltre trenta paesi; alcune delle città sono state Tokyo, Parigi e Londra, ma anche Ulan Bator, Città del Capo, Dakar, Auckland, Shanghai, Reykjavík, Kingston, Caracas e Tashkent.
Dal 2008 al 2010 la stilista ha gestito il suo negozio nel quartiere belga di Colonia. In collaborazione con la Belgischen Haus Köln, gli stilisti di Bruxelles hanno potuto presentare lì le loro collezioni. Con questa azione, Gronbach ha cercato di approfondire le relazioni tra Bruxelles e Colonia.
Alcuni dei pezzi unici delle collezioni di Gronbach sono stati acquistati dalla Haus der Geschichte di Bonn e si possono ammirare nella mostra permanente del museo. Inoltre, il LWL-Industriemuseum possiede parti della collezione german jeans. Nel 2011 il Museo Ebraico di Berlino ha invitato la designer a mostrare le opere degli ultimi dieci anni nella mostra “how german is it?”. Nel 2012, Eva Gronbach ha partecipato alla mostra biennale europea itinerante di arte contemporanea, Manifesta 9.
Nel settembre 2015 Gronbach ha presentato il suo lavoro degli ultimi 15 anni nello spettacolo "Relight - Best of Eva Gronbach" al Festival Futur25, organizzato, nell'auditorium Radialsystem V di Berlino, dal Ministero federale dell'interno, dei lavori pubblici e della patria in occasione del 25º anniversario della riunificazione tedesca.

## Premi
Nel 2004 Gronbach ha ricevuto il T-Com Inspire Award per la collezione Déclaration d'amour à l'Allemagne (tedesco: Liebeserklärung an Deutschland).
Nel 2010 Gronbach ha vinto il terzo posto nella categoria "Moda maschile" al primo German Fashion Film Award di Berlino.

## Collezioni
- 2000/01: Déclaration d'amour à l'Allemagne - Lo scopo era far sviluppare un sentimento positivo nei confronti della Germania senza apparire nazionalista.
- 2002: Liebeserklärung an Deutschland.
- 2003: mutter erde vater land.
- 2004/2005: my new police dress uniform - Ha usato di nuovo il simbolo nazionale dell'aquila e i colori della bandiera tedesca.
- Autunno/Inverno 2005/06: myfile – mein Profil - La collezione aveva lo scopo di esprimere trasparenza e tranquillità. Per la prima volta nella moda, la stilista ha utilizzato Technogel, un materiale trasparente simile a un gel.
- Estate 2006: Glück auf - Ha realizzato abiti casual e da strada con gli abiti da lavoro. Sebbene lo sporco superficiale possa essere rimosso, sono ancora visibili le macchie di olio, i buchi e i numeri stampati sulle divise degli ex minatori.
- Autunno/Inverno 2006/07: the sacrosanct - Viene affrontato il tema dei diritti umani con alcuni capi del colore arancione degli abiti dei prigionieri del campo di prigionia di Guantánamo.